# 301
301 је била проста година.

## Догађаји
- Цезар Галерије започиње велики рат против Карпа и Бастарна и осваја прву од неколико победа.
- Краљ Јерменије Тиридат III (Велики) проглашава хришћанство званичном државном религијом, чинећи Јерменију првом државом која је прихватила хришћанство као своју званичну религију. Почиње изградња првобитне Ечмиадзинског храма који је завршио свети Григорије Просветитељ.
- Сима Лун накратко узурпира династију Ђин.

### Септембар
- 3. септембар – Основана република Сан Марино.
- Цар Диоклецијан издаје реформу која ревалоризује римску валуту.

### Новембар
- Диоклецијан издаје свој едикт о максималним ценама, који, уместо да заустави дивљу инфлацију, изазива раширену панику и повећање инфлације. Мера се брзо напушта.